# 岡井隆
岡井 隆（おかい たかし、1928年（昭和3年）1月5日 - 2020年（令和2年）7月10日）は、日本の歌人・詩人・文芸評論家。未来短歌会発行人。日本藝術院会員。塚本邦雄、寺山修司とともに前衛短歌の三雄の一人。2016年文化功労者選出。従四位叙位、旭日中綬章追贈。
17歳から歌作を始め、「アララギ」に参加。慶大医学部卒業後、内科医のかたわら、歌人として活躍する。浪漫的歌風の生活詠から次第にナショナリズムに傾き、先鋭的な思想性を短歌に導入し、前衛短歌運動の先頭に立った。一時は文学活動を停止したが、歌集『鵞卵亭』(1975年)を刊行して復帰。作風は柔和に転じた。著作に『海への手紙』(1962年)、『茂吉の歌私記』(1973年)などの評論、『岡井隆の短歌塾 入門編』(2012年)など入門書も多い。

## 経歴
愛知県名古屋市東区主税町生まれ。父も「アララギ」の歌人である傍ら、日本陶器（現ノリタケカンパニーリミテド）の技術者で、後に専務取締役も務めた。旧制愛知一中（現愛知県立旭丘高等学校）、旧制第八高等学校、慶應義塾大学医学部卒。医学博士の学位を取得。内科医師として、国立豊橋病院内科医長などを歴任した。
17歳のときに作歌を始め、1946年「アララギ」に参加、土屋文明の選歌を受ける。1951年、近藤芳美を中心とした「未来」創刊に参加。アララギ派の影響が濃い浪漫的な生活詠から出発したが、1955年に塚本邦雄との交流が始まり、寺山修司とも知り合い、青年歌人会議、東京歌人会などの活動に参加。現代詩の暗喩技法を取り入れながら、ナショナリズムなど先鋭的な主題を表現することで現代短歌に思想性を導入し、前衛短歌運動の旗手の一人となった。1957年より吉本隆明と「定型論争」を繰り広げ、前衛短歌の理論的基礎を構築した。北里研究所付属病院の医師として勤務していたが、1970年の夏に辞職して20歳ほど年下の愛人女性と九州に隠遁、あらゆる文学活動を停止した。その5年後に歌集『鵞卵亭』を発表して歌壇に復帰。1985年以降は、W・H・オーデンらの影響からライト・ヴァースを提唱し、口語と文語を融和した柔らかい作風に転換していく。1989年より1998年まで深作光貞の誘いにより京都精華大学人文学部教授。この時同僚だった上野千鶴子と交友を持ち始める。
1983年から、中日新聞・東京新聞に『けさのことば』を長年にわたって連載していた。2014年まで日本経済新聞歌壇選者を務め、中日新聞の歌壇選者も1983年から長年にわたり務めた。
1993年から歌会始選者となり宮廷歌人となったが、そのことに対して歌壇では批判と論争が巻き起こった。2007年宮内庁御用掛。2016年、文化功労者選出。
2020年7月10日12時26分、心不全のため、東京都武蔵野市内の自宅で死去。92歳没。死没日をもって従四位叙位、旭日中綬章追贈。

## 人物
評論では、斎藤茂吉論が多い。詩集でも高見順賞を受賞するなど、詩人としても高い評価を得ている。
門下に小嵐九八郎、池田はるみ、山田富士郎、加藤治郎、大辻隆弘、江田浩司、田中槐、紀野恵、大滝和子、東直子、高島裕、さいかち真、嵯峨直樹、笹公人、岡崎裕美子、中沢直人、萩原慎一郎らがいる。
祖父母はロシア正教、父母はプロテスタントの家系で、自身も21歳のときに受洗しているが、その後は教会とは縁が切れていた。しかしそれでも自分はキリスト者であると認識していた。

## 受賞歴
- 1980年、愛知県芸術文化選奨文化賞
- 1983年、『禁忌と好色』で迢空賞
- 1990年、『親和力』で斎藤茂吉短歌文学賞
- 1995年、『岡井隆コレクション』で現代短歌大賞
- 1996年、紫綬褒章
- 1999年、『ウランと白鳥』で詩歌文学館賞
- 2000年、歌集『ヴォツェック／海と陸―声と記憶のためのエスキス』、『短歌と日本人』の企画編集で毎日芸術賞
- 2004年、旭日小綬章
- 2005年、『馴鹿時代今か来向かふ』で読売文学賞詩歌俳句賞
- 2007年、『岡井隆全歌集』で藤村記念歴程賞
- 2009年、『ネフスキイ』で小野市詩歌文学賞
- 2009年、日本芸術院会員
- 2010年、『注解する者』で高見順賞
- 2011年、『Ｘ-述懐スル私』で短歌新聞社賞
- 2016年、文化功労者選出
- 2020年、旭日中綬章（没後追贈）

## 著作

### 単著
- 『斉唱』白玉書房 1956／文庫版『斉唱』現代短歌社 第一歌集文庫 2020 ISBN 978-4-86534-314-4 文庫版解説：鳥居
- 『土地よ、痛みを負え』白玉書房 1961
- 『海への手紙 歌論集』白玉書房 1962
- 『朝狩』白玉書房 1964
- 『眼底紀行』思潮社 1967
- 『現代短歌入門 危機歌学の試み』大和書房 1969／文庫版『現代短歌入門』講談社学術文庫 1997 ISBN 978-4-06-159266-7 文庫版解説：篠弘
- 『戦後アララギ』短歌新聞社 1970
- 『岡井隆歌集』思潮社 1972
- 『茂吉の歌 夢あるいはつゆじも抄』創樹社 1973
- 『辺境よりの註釈 塚本邦雄ノート』人文書院 1973
- 『鵞卵亭』六法出版社 1975
- 『慰藉論 吉本隆明から斎藤茂吉』思潮社 1975
- 『韻律とモチーフ』大和書房 1977
- 『岡井隆歌集』国文社(現代歌人文庫 2) 1977
- 『歳月の贈物』国文社 1978
- 『天河庭園集』国文社 1978
- 『遥かなる斎藤茂吉 私流「茂吉の読み方」』思潮社 1979
- 『時の峡間に 現代短歌の現在 岡井隆評論集』雁書館 1979
- 『ロマネスクの詩人たち 萩原朔太郎から村上一郎まで』国文社 1980
- 『前衛短歌の問題 現代職人歌から古代歌謡まで』短歌研究社 1980
- 『メトロポオルの燈が見える』砂子屋書房 1981
- 『近藤芳美と戦後世界』蒼土舎 1981
- 『人生の視える場所』思潮社 1982
- 『歌のかけ橋』六法出版社 1983
- 『花を視る人』砂子屋書房 1983
- 『古代詩遠望 続・前衛短歌の問題』短歌研究社 1983
- 『斎藤茂吉 人と作品』砂子屋書房 1984
- 『岡井隆の短歌塾 入門編』六法出版社 1984
- 『茂吉の万葉 現代詩歌への架橋』短歌研究社 1985
- 『αの星』短歌新聞社 1985
- 『岡井隆の短歌塾 鑑賞編』六法出版社 1986
- 『岡井隆全歌集』全2 思潮社 1987
- 『犀の独言』砂子屋書房 1987
- 『今はじめる人のための短歌入門』角川選書 1988
- 『人麿からの手紙 茂吉の読み方』短歌研究社 1988
- 『けさのことば』2-3　砂子屋書房 1988-96
- 『鵞卵亭談論』六法出版社 1989
- 『岡井隆の短歌塾 鑑賞編・古代歌謡』六法出版社 1989-90
- 『親和力』砂子屋書房 1989
- 『文語詩人宮沢賢治』筑摩書房 1990
- 『宮殿』沖積舎 1991
- 『太郎の庭』砂子屋書房 1991
- 『愛の茂吉 リビドウの連鎖 評論集』短歌研究社 1993
- 『斎藤茂吉と中野重治』砂子屋書房 1993
- 『岡井隆コレクション』全8巻 思潮社 1994-96
- 『禁忌と好色』短歌新聞社 1994
- 『茂吉の短歌を読む』岩波書店・岩波セミナーブックス 1995
- 『短歌の世界』岩波新書 1995
- 『茂吉と現代 リアリズムの超克』短歌研究社 1996
- 『前衛歌人と呼ばれるまで 一歌人の回想』ながらみ書房 1996  
  - 『前衛短歌運動の渦中で 一歌人の回想』ながらみ書房 1998
  - 『挫折と再生の季節 一歌人の回想』ながらみ書房 2000

- 『夢と同じもの』短歌研究社 1996
- 『歌を創るこころ』日本放送出版協会(NHK短歌入門) 1996
- 『現代百人一首』朝日新聞社 1996、朝日文庫 1997
- 『月の光 詩集』砂子屋書房 1997
- 『大洪水の前の晴天』砂子屋書房 1998
- 『ウランと白鳥』短歌研究社 1998
- 『ヴォツェック/海と陸 声と記憶のためのエスキス』ながらみ書房 1999
- 『詩歌の近代』岩波書店(日本の50年日本の200年)　1999
- 『ことばの朝風』中日新聞社 2000
- 『臓器』砂子屋書房 2000
- 『E/T』書肆山田 2001
- 『短歌-この騒がしき詩型 「第二芸術論」への最終駁論』短歌研究社 2002
- 『吉本隆明をよむ日』思潮社 2002
- 『〈テロリズム〉以後の感想/草の雨』砂子屋書房 2002
- 『旅のあとさき、詩歌のあれこれ』朝日新聞社 2003
- 『伊太利亜』書肆山田 2004
- 『馴鹿時代今か来向かふ』砂子屋書房 2004
- 『『赤光』の生誕』書肆山田 2005
- 『岡井隆全歌集』全4巻 思潮社 2005-06
- 『ぼくの交遊録』ながらみ書房 2005 ISBN 4861100445
- 『二〇〇六年水無月のころ』角川書店 2006 ISBN 4046217200
- 『岡井隆の現代詩入門 短歌の読み方、詩の読み方』思潮社 2006 ISBN 4783717125
- 『わかりやすい現代短歌読解法』ながらみ書房 2007 ISBN 4860234308
- 『家常茶飯』砂子屋書房 2007 ISBN 4790410072
- 『初期の蝶/「近藤芳美をしのぶ会」前後 歌集』短歌新聞社 2007 ISBN 4803913498
- 『歌集『ともしび』とその背景―後期斎藤茂吉の出発』短歌新聞社 2007 ISBN 4803913633
- 『鴎外・茂吉・杢太郎 「テエベス百門」の夕映え』書肆山田 2008
- 『ネフスキイ』書肆山田 2008
- 『瞬間を永遠とするこころざし』日本経済新聞出版社 2009。日本経済新聞「私の履歴書」をまとめたもの
- 『注解する者 詩集』思潮社 2009
- 『詩歌の岸辺で―新しい詩を読むために』思潮社 2010 ISBN 4783716668
- 『Ｘ-述懐スル私 歌集』短歌新聞社 2010 ISBN 4803914974
- 『静かな生活-短歌日記2010 歌集』ふらんす堂 2011 ISBN 4781403387
- 『今はじめる人のための短歌入門』角川学芸出版〈角川ソフィア文庫〉 2011 ISBN 4044054029
- 『わが告白 コンフェシオン』新潮社 2011 ISBN 4103317116
- 『森鴎外の『うた日記』』書肆山田 2012 ISBN 4879958387
- 『今から読む斎藤茂吉』砂子屋書房 2012 ISBN 4790413837
- 『角川短歌ライブラリー岡井隆の短歌塾 入門編』角川学芸出版 2012 ISBN 4046526114
- 『岡井隆歌集』現代詩文庫 思潮社 2013 ISBN 4783709785
- 『岡井隆詩集』現代詩文庫 思潮社 2013 ISBN 4783709777
- 『ヘイ龍カム・ヒアといふ声がする（まつ暗だぜつていふ声が添ふ）―岡井隆詩歌集2009‐2012』思潮社 2013 ISBN 4783733686
- 『新輯けさのことば 4』砂子屋書房 2013 ISBN 4790414787
- 『木下杢太郎を読む日』幻戯書房 2013 ISBN 4864880409
- 『銀色の馬の鬣』砂子屋書房 2014 ISBN 9784790415398
- 『暮れてゆくバッハ』書肆侃侃房 2015　ISBN 9784863851924
- 『鉄の蜜蜂』角川文化振興財団 2018 ISBN 9784048841542
- 『伊太利亜（日英独対訳版）』砂子屋書房 2019 ISBN 9784790417354 英訳・堀田季何、独訳・中川宏子
- 『あばな』砂子屋書房 2022 ISBN 9784790418313 （遺歌集）

### 共著・編著
- 『短詩型文学論』金子兜太 紀伊国屋新書 1963、復刻版2007 ISBN 4314010290
- 『天使の羅衣（ネグリジェ）』思潮社・組詩（佐々木幹郎と共著） 1988
- 『あなたと短歌を』 角川書店 1995
- 『集成・昭和の短歌』 小学館 1995
- 『俳句・深層のコスモロジー』 雄山閣出版 (Series俳句世界 5) 1997
- 『斎藤茂吉-その迷宮に遊ぶ』小池光・永田和宏 砂子屋書房 1998
- 『短歌と日本人 第7巻 短歌の創造性と象徴性』岩波書店 1999
- 『私の戦後短歌史』 角川書店 2009 聞き手小高賢
- 『角川短歌ライブラリー 決定版 短歌入門』角川学芸出版 2012 ISBN 4046526130
- 『新・百人一首　近現代短歌ベスト100』馬場あき子・永田和宏・穂村弘共編 文藝春秋, 2013, ISBN 9784166609093
- 『注解するもの、翻訳するもの』関口涼子共著. 思潮社, 2018.

## 代表作
- 耳は眼を覆わむばかり　雨少女ザムザザムザムわれに蹤きくる
- 桜なんか勝手に咲けよまだすこし怨念がある昨日の夢に
- 海こえてかなしき婚をあせりたる権力のやわらかき部分見ゆ
- 蒼穹は蜜かたむけてゐたりけり時こそはわがしづけき伴侶
- くッと言ふ急停車音広辞苑第三版を試し引き居れば
- スラリ一すぢ白色灯を差しかへて脚立を下りる時の眩暈